# Melissa Brown
Melissa Brown (11 aprile 1968) è un'ex tennista statunitense.

## Carriera
In carriera ha raggiunto nel singolare la 45ª posizione della classifica WTA, mentre nel doppio ha raggiunto il 547º posto. Nei tornei del Grande Slam ha ottenuto il suo miglior risultato all'Open di Francia raggiungendo i quarti di finale nel singolare nel 1984.